# Kirche Brewitz

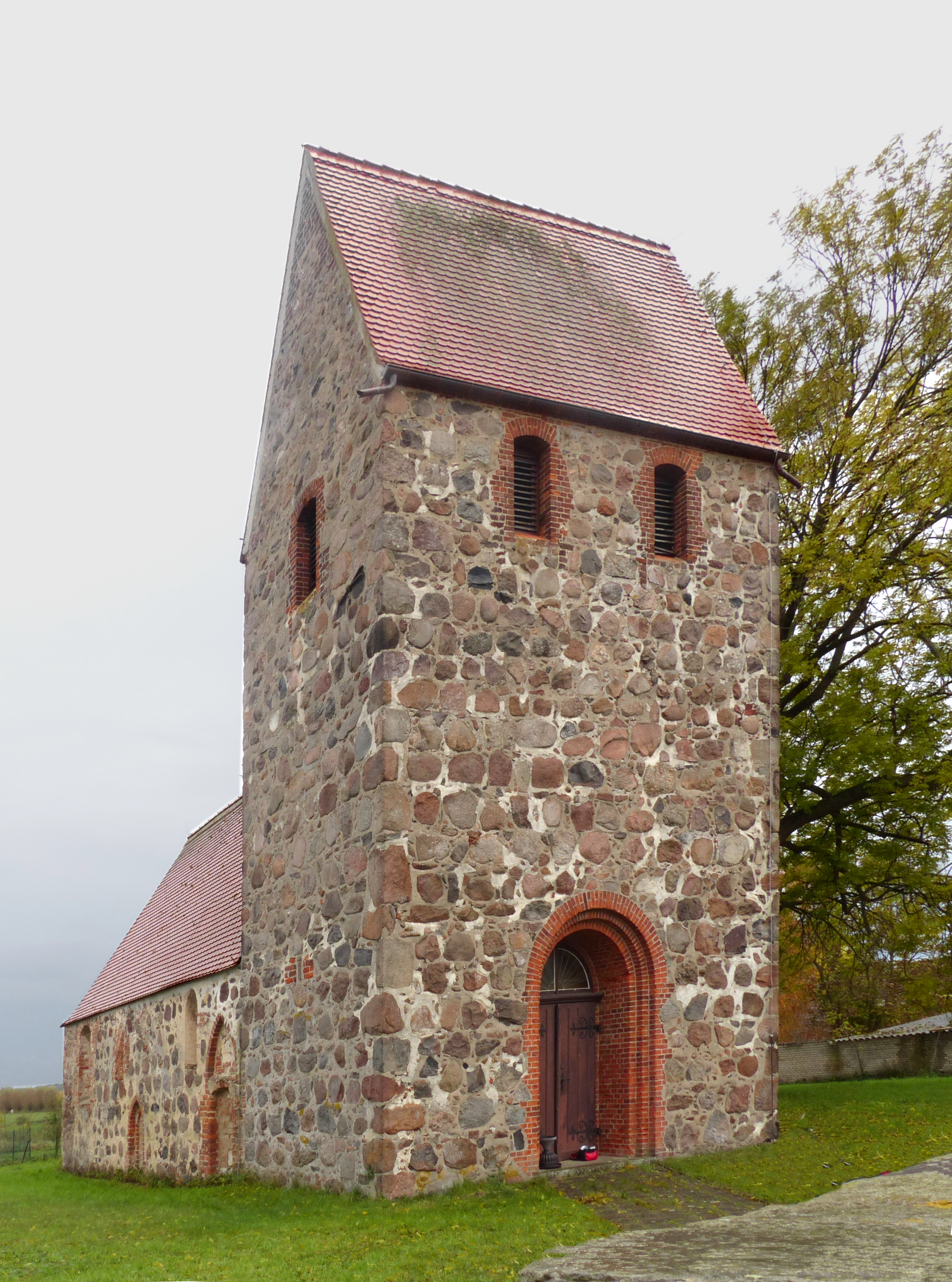
Dorfkirche Brewitz

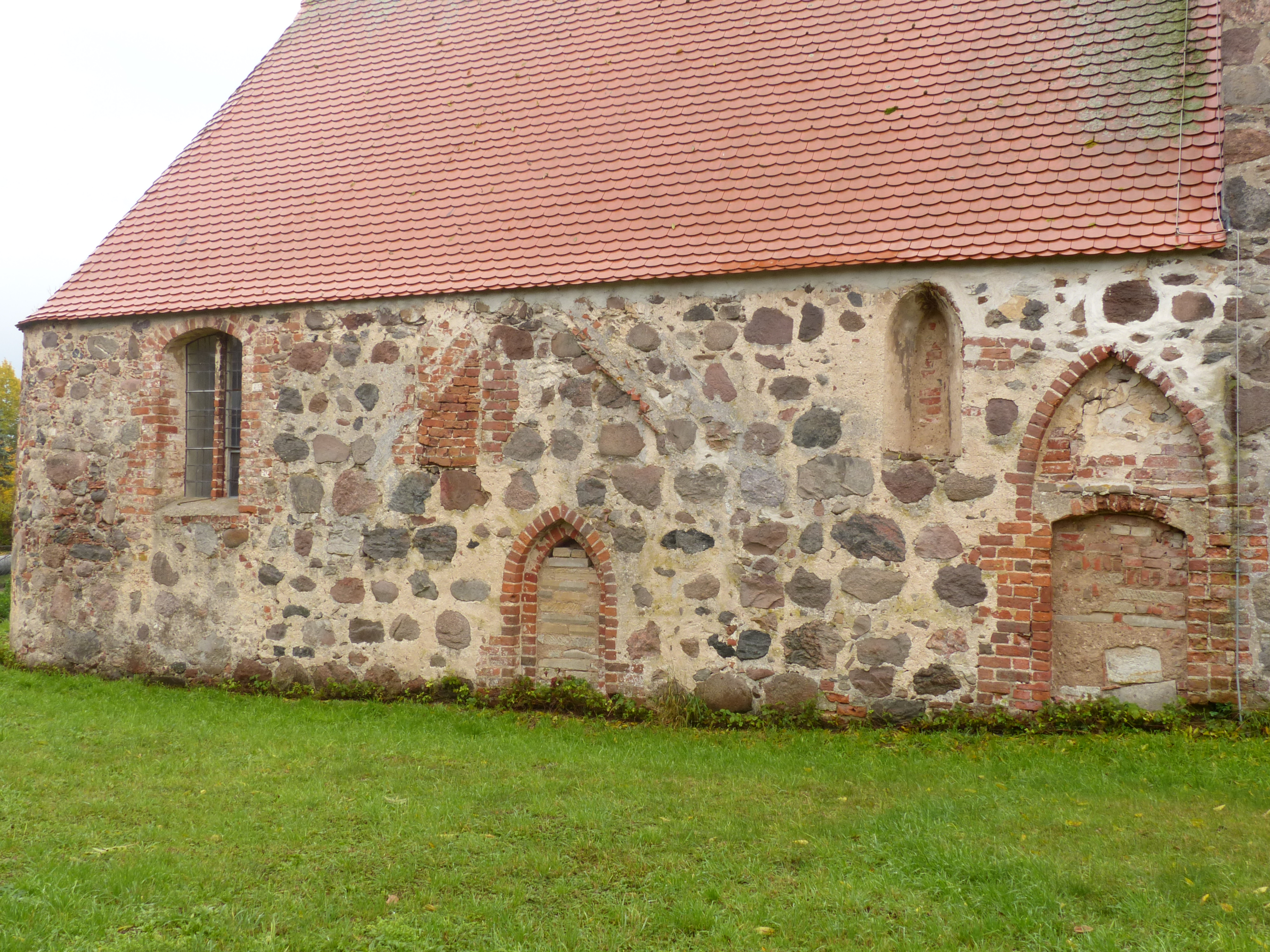
Nordseite der Kirche

Die evangelische Dorfkirche Brewitz ist eine vermutlich gotische, mehrfach veränderte Saalkirche im Ortsteil Brewitz von Salzwedel im Altmarkkreis Salzwedel in Sachsen-Anhalt. Sie gehört zum Pfarrbereich St. Georg Salzwedel im Kirchenkreis Salzwedel der Evangelischen Kirche in Mitteldeutschland.

## Geschichte und Architektur
Die Kirche Brewitz ist eine Saalkirche aus Feldstein mit Westquerturm und einem ungewöhnlich steilen Satteldach, die vermutlich aus dem 13. Jahrhundert stammt; sie steht an der östlichen Biegung des Straßendorfes. Sie ist im Kern ein hochmittelalterlicher Saal mit schiffsbreitem Westturm und einem unbekannten mittelalterlichen Chorschluss, erbaut aus verhältnismäßig großen, unbearbeiteten, lagig versetzten Feldsteinquadern. Kurz vor 1705 wurde das Bauwerk nach Osten erweitert und erhielt einen unregelmäßigen halbrunden Ostschluss; der ursprüngliche Ostschluss ist nicht bekannt. Der halbrunde Chorschluss entstand aus regellos versetzten unregelmäßigen Feldsteinen, vermischt mit Backsteinresten. An der Nordseite ist ein hochsitzendes spitzbogiges Lanzettfenster erhalten; ein zweites, westlich davon gelegenes Fenster wurde später vermauert; darüber ist ein Dachanschlag eines nicht mehr vorhandenen Vorbaues erkennbar; das dort vorhandene ehemalige, spitzbogige Backsteinportal wurde in der jüngeren Vergangenheit vermauert; innen ist noch die zugehörige Tür vorhanden. Weiter westlich befindet sich noch ein weiteres Backsteinportal. Ein stichbogiges Fenster an der Nordseite ist mit einer Backsteinrippe in zwei Teile geteilt; ein gleichartiges Fenster liegt im südlichen Halbrund des Chorschlusses, zwei weitere auf der Südseite. Das dreistufige rundbogige Westportal im Turm mit Backsteinlaibung stammt aus dem 19. Jahrhundert. Je zwei Schallöffnungen im Westturm an der Ost- und Westseite sowie je eine an der Nord- und Südseite sind stichbogig mit Backstein gemauert. Die ursprünglich gotische Kirche wurde somit in der Folge allmählich wieder romanisiert, so dass sie heute wie eine umgebaute romanische Kirche wirkt.
Innen ist das Bauwerk flachgedeckt; die Turmhalle öffnete sich mit einer rundbogigen Öffnung zum Saal. Die Balkendecke des Schiffs war mit Ranken und einem Posaunenengel über dem Altar bemalt.

## Ausstattung
Die hölzerne Ausstattung stammt vermutlich einheitlich vom Ende des 17. Jahrhunderts und besteht aus der Kanzel mit Gemälden, die Christus und die Evangelisten darstellen; dem vergitterten Pfarrstuhl, der Nordempore mit einem Passionszyklus und dem Gemeindegestühl.
Zur Kirche gehören außerdem ein Kelch und eine Patene aus dem 16. Jahrhundert. Von ehemals zwei Glocken ist nur eine aus dem Jahr 1732 erhalten, die andere wurde 1917 abgegeben.